# Quận Modoc, California
Quận Modoc là một quận trong tiểu bang California, Hoa Kỳ. Quận lỵ đóng tại thành phố Alturas2. Theo Cục điều tra dân số Hoa Kỳ, dân số năm 2000 của quận này là 9449 người 2.